# Лески (Менский район)
Ле́ски (укр. Ліски) — село в Менском районе Черниговской области Украины. Население 546 человек. Занимает площадь 1,26 км².
Код КОАТУУ: 7423085901. Почтовый индекс: 15672. Телефонный код: +380 4644.

## Власть
Орган местного самоуправления — Лесковский сельский совет. Почтовый адрес: 15672, Черниговская обл., Менский р-н, с. Лески, ул. Шевченко, 34а.